# Katawa Shoujo
Katawa Shoujo (jap. かたわ少女 Katawa Shōjo, dt. „behinderte Mädchen“, eigentlich „Krüppelmädchen“) ist ein Ren’ai-Adventure der Four Leaf Studios. Es wird die Geschichte eines jungen Mannes und fünf junger Frauen erzählt, die mit verschiedenen Behinderungen leben. Das Spiel wurde mit der Ren’Py-Engine erstellt und unter den Creative Commons cc-by-nc-nd lizenziert. Von den Entwicklern wird Katawa Shoujo im westlichen Sinne als Visual Novel bezeichnet.

## Inhalt und Spielmechanik
Der Großteil der Handlung spielt an der fiktionalen Yamaku High-School für behinderte Kinder, irgendwo im modernen Japan. Das Leben von Hisao Nakai, einem normalen Jungen, wird auf den Kopf gestellt, als eine diagnostizierte Herzrhythmusstörung ihn dazu zwingt, nach einem langen Krankenhausaufenthalt in eine neue Schule zu wechseln. Trotz seiner Schwierigkeiten kann Hisao Freunde finden und vielleicht auch Liebe.
Genretypisch besteht das Spiel aus umfangreichen Texten sowie verschiedenen Bildern und Animationen. Zwischendurch kann der Spieler Entscheidungen treffen, die den weiteren Spielverlauf beeinflussen. Abhängig von den Entscheidungen des Spielers verläuft die Geschichte anders und führt letztendlich zu romantischen oder Erogē-Beziehungen zu einer der fünf Heldinnen. Diese Beziehungen können gut, schlecht, neutral oder bittersüß enden. Weiterhin sind auch Spielverläufe möglich, die zu keiner Beziehung führen und mit dem Tod des Protagonisten enden.

## Entwicklung
Das Spiel hat seinen Ursprung in einer Skizze des japanischen Dōjinshi-Künstlers Honjou Raita. Seit Januar 2007 wurde die Skizze ausgiebig auf dem 4chan-Imageboard diskutiert, und eine Entwicklergruppe wurde aus den Benutzern von 4chan und anderen Internetcommunities zusammengestellt. Die Gruppe nahm den Namen Four Leaf Studios an (basierend auf dem 4chan-Logo). Am 29. April 2009 veröffentlichte das Team eine „Akt 1“-Vorschau.
Akt 1 wurde seitdem in weitere Sprachen übersetzt. Mit Version 5 sind Englisch, Französisch, Italienisch, Japanisch, Russisch, Deutsch, Ungarisch und sowohl traditionelles als auch vereinfachtes Chinesisch enthalten. Am 4. Januar 2012 wurde die Vollversion auf Englisch veröffentlicht. Bisher folgten offizielle Übersetzungen ins Französische, Spanische und Japanische.
Das ursprüngliche Entwicklerteam koordinierte sich anfangs über 4chan. Die spätere Weiterentwicklung erfolgte unabhängig von dem Imageboard. Nach der Veröffentlichung des Spiels kündigte Four Leaf Studios an, dass sie keine Pläne hätten, mit den Mitgliedern an einem neuen Projekt zusammenzuarbeiten. Am 6. Juni 2015 gab Four Leaf Studios mit der Veröffentlichung der Version 1.3.1 bekannt, dass die offizielle Unterstützung für Katawa Shoujo „höchstwahrscheinlich“ beendet sei.

## Rezeption
Katawa Shoujo erhielt positive Rezeption. Nach der Veröffentlichung übertraf es die Erwartungen der Rezensenten, die vor allem die relativ hohen Produktionswerte und die aufrichtige Behandlung des Themas lobten. Der sensible Umgang mit den Erogē-Elementen (erotische Bilder auf den entsprechenden Spielverläufen), die essenziell für die Erzählungen waren, wurde ebenfalls gelobt. (Es wurde auch angemerkt, dass die „nicht jugendfreien“ Szenen des Spiels mit anderen ersetzt werden können, wenn auch auf Kosten der Charakterisierung und Entwicklung der Handlung.) Es stieg in der „Top 10 Wanted FAQs“-Tabelle auf GameFAQs auf dem dritten Platz ein und erreichte letztendlich den ersten Platz; GameFAQs vergab im März 2012 einen Leserreview-Durchschnitt von 8,3 aus sieben Reviews und einen Bewertungsdurchschnitt von 9,0 von 381 Benutzern.
Der Name des Spiels ist allerdings auf Kritik gestoßen, da der Begriff katawa (片輪) in Japan als eine abwertende Bezeichnung gesehen wird. Im Titel ist es als wertfreies „behindert“ gemeint. Tatsächlich entspricht katawa jedoch dem abwertenden Begriff „Krüppel“ im Deutschen und bezieht sich wortwörtlich auf einen Wagen mit nur noch einem Rad, der damit nicht mehr richtig funktioniert. Die Verwendung des Wortes ist im japanischen Fernsehen und Radio verpönt. Die Entwickler kommentierten Fragen hinsichtlich des Begriffs katawa: „Es ist nicht so, als wollten wir absichtlich [mit dem Titel] beleidigen, und wir haben uns den Namen nicht selbst ausgedacht. Der Ursprung des Namens ist natürlich Japan selbst, von Raita und seinem ursprünglichen Konzept von [Katawa Shoujo].“